# ایر نامیبیا

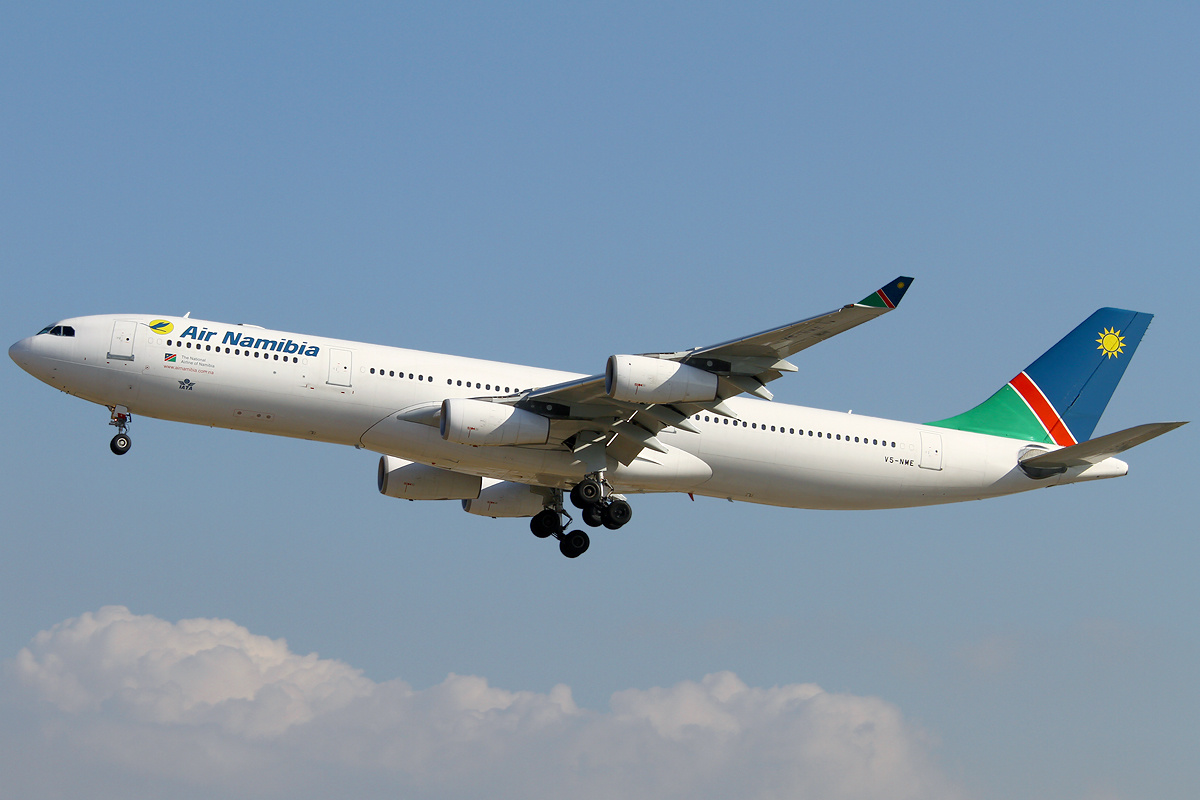
هواپیمای ایرباس ای۳۴۰ متعلق به ایر نامیبیا

ایر نامیبیا (انگلیسی: Air Namibia) شرکت هواپیمایی حامل پرچم نامیبیا است، که فعالیت خود را در سال ۱۹۷۸ با اجاره دو فروند هواپیمای بوئینگ ۷۰۷، از شرکت هواپیمایی آفریقای جنوبی، آغاز نمود. شرکت ایر نامیبیا در حال حاضر روزانه به ۱۵ مقصد در اروپا و آفریقا پروازهای مستقیم دارد.
دفتر مرکزی این شرکت در شهر ویندهوک، نامیبیا قرار دارد و فرودگاه بین‌المللی ویندهوک هوسیا کوتاکو و فرودگاه اروس، قطب‌های این شرکت هواپیمایی به‌شمار می‌آیند. شرکت ایر نامیبیا در حال حاضر در ناوگان هوایی خود، دارای ۱۰ فروند هواپیمای جت مسافربری می‌باشد.